# Öllegård Wellton
Ingeborg Viola Öllegård Wellton (* 18. April 1932 in Stockholm, Stockholms län; † 26. Juni 1991 ebenda) war eine schwedische Schauspielerin.

## Leben und Karriere
Öllegård Wellton wurde in eine Stockholmer Künstlerfamilie geboren, ihre Großmutter Anna Hofman-Uddgren war die erste Filmregisseurin Schwedens. Ihre Brüder waren der Bildhauer Lars Wellton (1918–1992) und der Schauspieler Ernst Wellton (1921–2001). Sie studierte Ende der 1940er-Jahre Schauspiel bei Gösta Terserus und besuchte von 1950 bis 1953 die Schauspielschule Dramatens elevskola. Anschließend arbeitete sie an mehreren Theatern in Schweden. Daneben war sie auch als Filmschauspielerin tätig, so übernahm sie 1949 eine ihrer ersten Kinorollen als Balletttänzerin in Ingmar Bergmans Frühwerk Durst. Ihre bekannteste Filmrolle spielte sie Ende der 1960er-Jahre in den erfolgreichen Astrid-Lindgren-Verfilmungen von Pippi Langstrumpf, in denen sie als Frau Settergren die fürsorgliche Mutter von Tommy (Pär Sundberg) und Annika (Maria Persson) verkörperte.
Nach einer ersten Ehe mit dem Piloten Ivan Roos von 1950 bis 1953 heiratete Wellton im Jahr 1960 ihren Schauspielkollegen Erik Hell, mit dem sie zwei Kinder bekam. Nach Hells Tod im März 1973 zog sie sich zunehmend von der Schauspielerei zurück und widmete sich der Erziehung ihrer Kinder. Sie stand zuletzt 1985 für eine Fernsehverfilmung von August Strindbergs Leben vor der Kamera. Wellton starb im Juni 1991 im Alter von 59 Jahren und wurde auf dem Friedhof der Kirche von Solna beigesetzt.

## Filmografie (Auswahl)
- 1949: Straße der Sünde (Gatan)
- 1949: Durst (Törst)
- 1953: Früchte der Liebe (Ogift fader sökes)
- 1956: Mädchen ohne Zimmer (Flamman)
- 1962: Schlafwagenabteil (Älskarinnan)
- 1967: Ich bin neugierig (gelb) (Jag är nyfiken – gul)
- 1968: Der Himmel drückt ein Auge zu (Vindingevals)
- 1968: Carmilla – Sie machen Liebe (Carmilla)
- 1969: Miss and Mrs Sweden
- 1969: Pippi Langstrumpf (Pippi Långstrump, Fernsehserie)
- 1969: Pippi geht von Bord (Pippi Långstrump, Zusammenschnitt der Fernsehserie)
- 1969: Pippi Langstrumpf (Pippi Långstrump, Zusammenschnitt der Fernsehserie)
- 1970: Pippi in Taka-Tuka-Land (Pippi Långstrump på de sju haven)
- 1970: Pippi außer Rand und Band (På rymmen med Pippi Långstrump)
- 1976: Plädoyer eines Irren (En dåres försvarstal; Fernseh-Miniserie, 1 Folge)
- 1985: August Strindberg – Ein Leben zwischen Genie und Wahn (August Strindberg: Ett liv; Fernseh-Miniserie, 1 Folge)